# Geotermisk energi

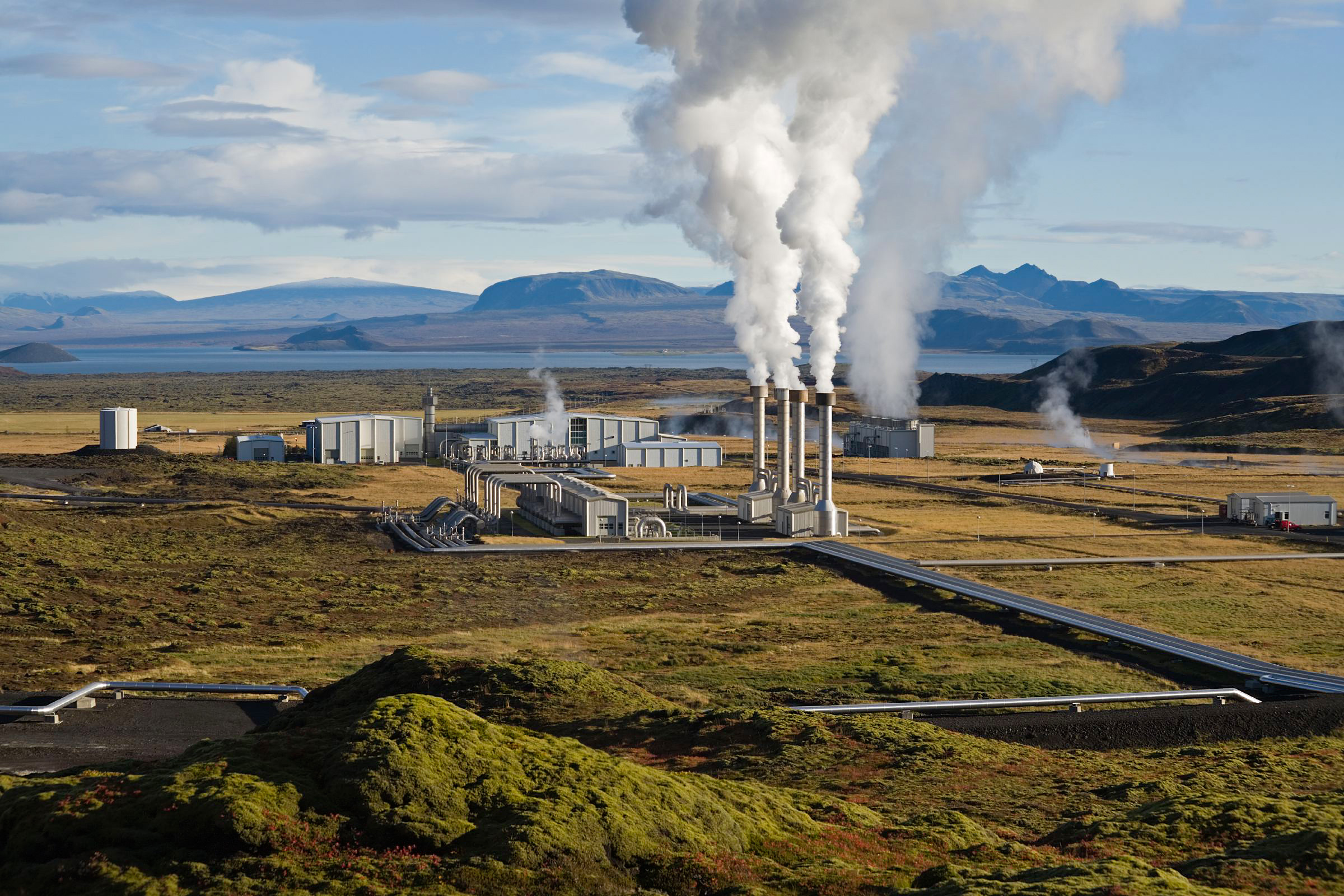
Kraftverket Nesjavellir på Island

Geotermisk energi (från grekiskans geo, jord, och thermos, värme) är energi som är lagrad i jordskorpan. Den geotermiska energin har sitt ursprung i den energin som bildades vid jordens bildande och från sönderfall av radioaktiva grundämnen i jordskorpan. Den har använts för uppvärmning och bad sedan Romerska rikets dagar men är idag mer känd för att generera elektricitet. 2007 uppskattades den totala produktionen av geotermisk elenergi i världen till 10 GW, vilket motsvarade 0,3 % av den totala elproduktionen. Till det kommer ytterligare 28 GW direkt geotermisk energi i form av fjärrvärme, byggnadsuppvärmning, spaanläggningar, industriprocesser, avsaltning och jordbruk.
Geotermisk energi är kostnadseffektiv, tillförlitlig och miljövänlig, men har tidigare varit geografiskt begränsad till områden nära gränserna mellan kontinentalplattorna. Den tekniska utvecklingen på senare år har emellertid kraftigt vidgat utsträckningen för och storleken av vad som betraktas som lämpliga källor. Detta gäller särskilt för direkt användning i form av uppvärmning av hus och andra byggnader.
Öppna geotermiska brunnar kan visserligen släppa ut växthusgaser som tidigare varit fångade i jordens inre, men dessa utsläpp är oftast betydligt mindre än hos konventionella fossila bränslen. Idag är detta dessutom ett mindre problem då de flesta system som byggs idag är slutna system, helt utan utsläpp. Geotermisk energi har alltså potential att minska den globala uppvärmningen.
Prince Piero Ginori Conti testade den första geotermiska generatorn 4 juli 1904 vid Larderello, Italien. Den största gruppen av geotermiska kraftverk är belägna vid The Geysers, ett geotermiskt fält i Kalifornien, USA. 2004 fick fem länder (El Salvador, Kenya, Filippinerna, Island och Costa Rica) mer än 15 % av sin totala elproduktion från geotermisk energi.

## Elproduktion
24 länder genererade totalt 56 786 GWh (204 PJ) geotermisk elenergi 2005, vilket motsvarade 0,3 % av den totala elkonsumtionen i världen. Produktionen växer cirka 3 % årligen, till stor del beroende på ett växande antal kraftverk såväl som förbättringar av redan existerande verks kapacitetsfaktor. Eftersom geotermiska kraftverk inte är beroende av tillfälliga och oförutsägbara energikällor, till skillnad mot exempelvis vindaggregat och solceller, kan kapacitetsfaktorn bli rätt hög; uppåt 90 % har påvisats. Det globala genomsnittet för kapacitetsfaktorn 2005 var 73 %.
Geotermiska kraftverk har fram till nyligen endast byggts på ytterkanterna av de tektoniska plattorna där geotermiska källor med höga temperaturer finns tillgängliga nära marknivå. Utvecklingen av binära kraftverk och förbättringar inom borr- och utvinningstekniken har gett hopp för att HDR-kraftverk (hot dry rock) ska kunna användas över större geografiska område. Ett demonstrationsprojekt uppfördes 2007 i Landau in der Pfalz, Tyskland, och andra är under uppbyggnad i Soultz-sous-Forêts, Frankrike och Cooper Basin, Australien.

## Direkt användning
Cirka 70 länder direktanvände totalt 270 PJ geotermisk värme 2005. Mer än hälften användes för byggnads- och fjärrvärme, en tredjedel användes för att värma upp bassänger och liknande. Resterande värmeenergi användes framförallt inom jordbruk och industri. Totalt fanns det 28 GW installerad geotermisk värmekapacitet i världen. Kapacitetsfaktorerna är emellertid låga (runt 20 %) eftersom värmen huvudsakligen används under vintertid. 88 PJ av ovanstående fjärr- och byggnadsuppvärmning kom från uppskattningsvis en miljon geotermiska värmepumpar med en total installerad kapacitet på 15 GW. Den totala siffran för antalet geotermiska värmepumpar växer med cirka 10 % årligen.
Direkt användning av geotermisk energi för uppvärmning är betydligt mer effektivt än att producera elenergi, och har inte heller samma krav på höga temperaturer. Den geotermiska värmen kan både komma som spillvärme från geotermiska kraftvärmeverk eller från mindre brunnar kombinerat med värmeväxlare och värmepumpar som placeras nära marknivån. Den senare av dessa är, på icke geologiskt aktiva platser, mer beroende av solens instrålning än geotermisk aktivitet längre in i jordskorpan. Detta gör att geotermisk värmeproduktion är lämplig över betydligt större geografisk områden än geotermisk elproduktion. Där naturliga heta källor finns kan vattnet pumpas direkt till element. Om den ytliga marken är varm men torr kan man använda sig av värmeväxlare tillsammans med mark- och bergvärmen utan att behöva värmepump. Även i områden där marken är för kall för att ge en behaglig temperatur direkt är marktemperaturen fortfarande varmare än vinterluften utomhus. Variationer i jordtemperaturen beroende på säsongsbaserade temperaturförändringar i klimatet försvinner helt på 10 meters djup, den värmen kan genereras betydligt mer effektivt med en geotermisk värmepump än med en konventionell panna. Detta gör att det teoretiskt går att använda mark- och bergvärme i princip var som helst. Emellertid är det inte alltid ekonomiskt och praktiskt försvarbart jämfört med andra energikällor.
Det finns ett flertal sätt att utnyttja den billiga geotermiska värmen. I städerna Reykjavik och Akureyri på Island pumpas geotermiskt varmvatten under vägar och trottoarer för att smälta is och snö. Likaså används geotermisk fjärrvärme för att värma upp byggnader i ett flertal samhällen. Man har också utnyttjat den geotermiska energin för avsaltning.
Genom att driva absorptionskylanläggningar med den geotermiska värmeenergin kan man även producera så kallad fjärrkyla.
I de fall man använder mark- eller bergvärme på icke geologiskt aktiva platser kan man även använda frikyla genom att låta kylmedium kylas ner i den relativt kalla energikällan sommartid. En viss återvärmning sker då också av energikällan. I stora anläggningar kan bergvärme på detta sätt utgöra ett energilager.

## Produktion i Norden
I Norden är produktionsenheterna förhållandevis små och utbredningen liten, med undantag för Island. Nya enheter är i planeringsstadiet.
I Esbo, Finland kommer en anläggning  tas i bruk under början av 2017. St1:s Otnäsenhet kommer att ha en beräknad effekt på ca 40 MW och kommer därmed att producera ca 10 % av energibehovet i Esbostads fjärrvärmenät. De två borrhålen är ca 7 km djupa och ca 300 mm i diameter. Värmen på vattnet kommer att stiga upp till 120 °C. Vattenpumpen från KSB är av typen CHTR. Den drivs av en elmotor från ABB med effekten 6 377 kW. Elmotorn är en asynkronmotor för mellanspänning av typen AMI 630L2L och den i sin tur drivs av en frekvensomvandlare av typen ACS6109 med en matningsspänning på 6 300 V.

## Miljöpåverkan

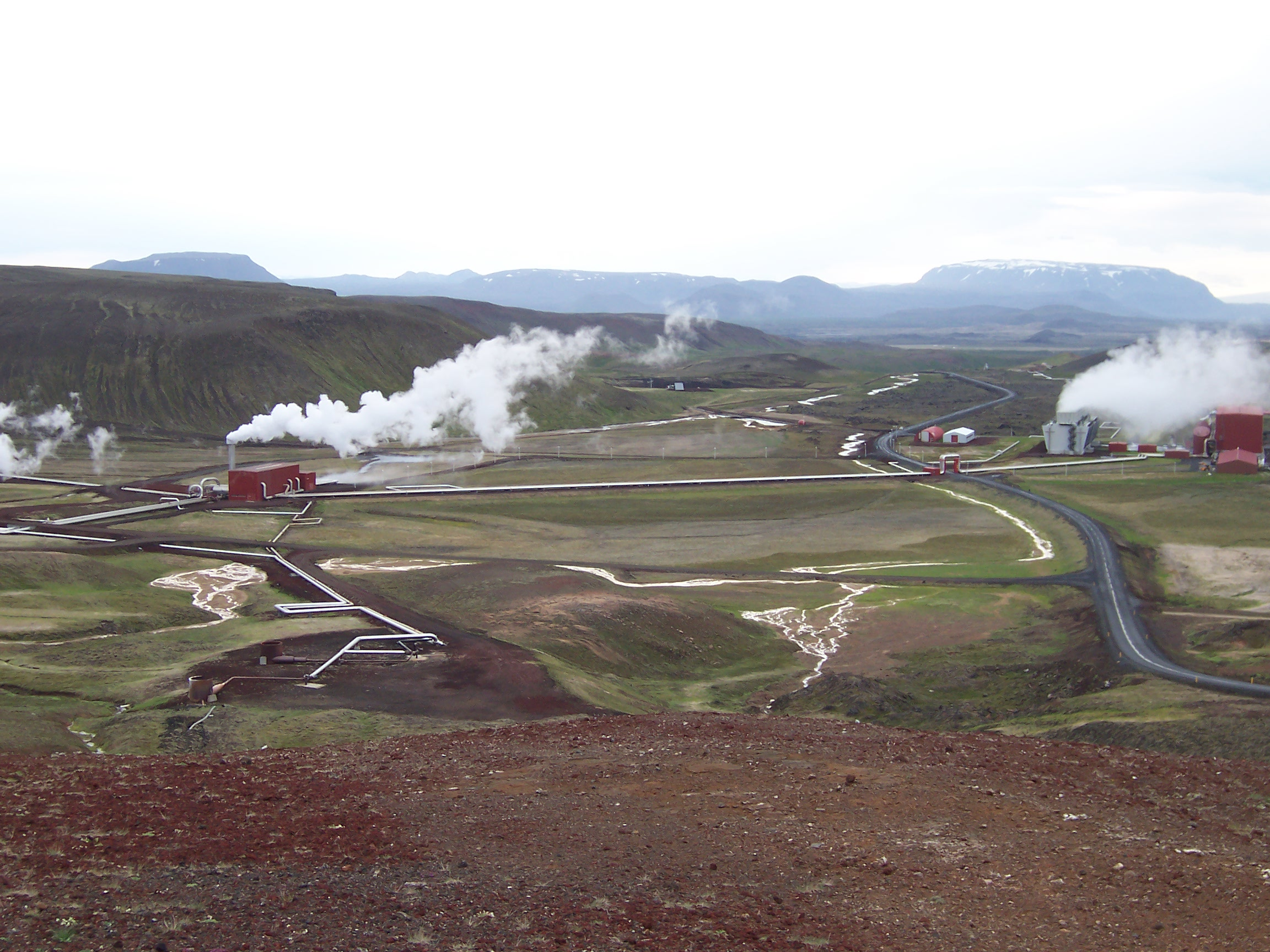
Krafla på nordöstra Island.

Idag skapar man i huvudsak slutna system där inga gaser eller andra ämnen kommer ut ur systemet. Om vätska extraheras ur jordskorpan från öppna system innehåller den ofta lösta gaser, framförallt koldioxid (CO2) men även svavelväte (H2S), svaveldioxid (SO2), vätgas (H2), metan (CH4) och kvävgas (N2). Om dessa gaser frigörs ut i atmosfären bidrar de till global uppvärmning, surt regn och ger ifrån sig en illaluktande lukt runt omkring den geotermiska stationen. En öppen geotermisk kraftstation släpper i genomsnitt ut 122 kg CO2 per MWh producerad elenergi, en liten men nämnvärd del jämfört med fossila bränslen.
Förutom gaser kan varma geotermiska källor innehålla farliga ämnen som kvicksilver, arsenik och antimon. Om dessa når ut i sjöar eller floder kan det göra vattnet farligt att dricka och påverka ekosystemen. 
Utvecklingen har lett till att uppspräckningen av berget numera kan ske under mycket kontrollerade former där avancerad mätteknik övervakar och reglerar processerna. Det finns också numera möjligheter att i förväg bestämma den underjordiska värmeväxlarens volym och därmed kapacitet.
Tidigare har dock byggnationer av kraftstationerna haft en negativ inverkan på stabiliteten i marken runtomkring. Marksänkningar har exempelvis observerats vid Wairakei field i Nya Zeeland och vid Staufen im Breisgau, Tyskland. HDR-kraftverk kan utlösa jordbävningar genom den hydrauliska process som splittrar berget för att möjliggöra energiutvinning. Ett projekt i Basel, Schweiz avslutades på grund av att över 10 000 seismiska aktiviteter, med styrkor upp till 3,4 på Richterskalan, uppmätts under de första sex dagarna efter projektets start. Genom att använda den senaste tillgängliga tekniken för mätning och datorprogrammen för tolkning av berget kan riskerna för oönskade seismiska händelser minimeras. Man kan i förväg bestämma hur stora seismiska händelser man vill tillåta och justera processerna utifrån detta. Den troliga orsaken vid de tillfällen då störningar eller skador har uppstått är att man injekterat med för högt tryck i relativt stora sprickzoner men detta kan med ny teknik undvikas. 
Geotermisk energi kräver inte mycket land eller vatten. Ett geotermiskt kraftverk idag använder mellan 0,5 och 3 hektar per megawatt (MW) jämfört med 2-4 hektar för kärnkraft eller 8 hektar per MW för kolkraftverk. Ett geotermiskt kraftverk använder också 20 liter vatten per MWh jämfört med över 1000 liter per MWh för kärn-, kol- eller oljekraftverk.

## Resurser

HDR-kraftverk

Jordens värmeinnehåll är 1031 joule. Jordens inre värme strömmar mot ytan med en effekt om 40 TW och den termiska energin ökar med en effekt om 30 TW tack vare radioaktivt sönderfall. Detta energiflöde är mer än dubbelt så stort den mängd energi som förbrukas. Emellertid är större delen av den här energin alltför utspridd för att det ska vara lönsamt att utnyttja den (0,1 W/m² i genomsnitt). Jordskorpan fungerar som ett tjockt lager isolering som man måste ta sig igenom om man vill nå den underliggande värmen.
Även om värmen från jordens inre är väldigt stor så är den näst intill försumbar i jordskorpans yttersta skal där istället soluppvärmningen står för den största delen av värmen. Det geotermiska energiflödet vid ytan per år är cirka 1021 joule jämfört med solinstrålningen på 5,4·1024 joule. Denna typ av geotermisk energi laddas upp under soliga och varma årstider och kan sedan utnyttjas för uppvärmning under vintertid, så kallad mark- och bergvärme. Värmeenergi av den här typen är både betydligt lättare att utnyttja än den djupa geotermiska energin och dessutom lämplig över större geografiska områden. Den lämpar sig dock sällan för annat än privat och lokal värmeproduktion.
För geotermisk elproduktion krävs höga temperaturer och denna energi kan endast komma från djupt in i jordskorpan. Värmen måste transporteras med någon form av ledarvätska som cirkulerar, antingen genom naturligt jordnära källor eller genom borrade brunnar och liknande. Med undantag för geotermiskt aktiva platser kring de områden där kontinentalplattorna möts är höjningen i temperatur cirka 25-30 °C per km ned i jordskorpan man kommer. Brunnar måste alltså borras ett flertal kilometer djupa för att tillåta elproduktion på icke-geotermiskt aktiva platser och ju närmre kontinentalplattornas gränser man kommer desto bättre blir förutsättningarna för geotermisk elproduktion.
Då borrmetoderna och maskinerna har utvecklats mycket bara under de senaste åren är det idag möjligt att på många fler ställen än tidigare skapa anläggningar för elproduktion.